# Mohamed Sissoko
Mohamed Lamine "Momo" Sissoko Gillan (sinh ngày 22 tháng 1 năm 1985 tại Mont-Saint-Aignan) là một cầu thủ bóng đá người Mali sinh ở Pháp hiện đang chơi cho Ternana tại Serie B và đội tuyển bóng đá quốc gia Mali. Dù anh có thế được chọn chơi cho đội tuyển bóng đá quốc gia Pháp, anh vẫn chọn chơi cho đội tuyển quốc gia Mali..

## Danh hiệu
- Valencia

2003-04 Spanish Primera División 
2003-04 UEFA Cup 
2004 European Super Cup 
- Liverpool

2005 European Super Cup 
2005-06 FA Cup 
2006 FA Community Shield